# رافائو مروچک
رافائو مروچک (لهستانی: Rafał Mroczek؛ زادهٔ ۱۸ ژوئیهٔ ۱۹۸۲) بازیگر و رقصنده اهل لهستان است.
از فیلم‌ها یا مجموعه‌های تلویزیونی که وی در آن‌ها نقش داشته است، می‌توان به ع چون عشق و عشق اول اشاره نمود.